# Rasheem Green
Rasheem Green (Los Angeles, 15 maggio 1997) è un giocatore di football americano statunitense che milita nel ruolo di defensive end per i Chicago Bears della National Football League (NFL).

## Carriera universitaria
Green al college giocò a football con gli USC Trojans dal 2015 al 2017. Dopo la stagione 2017 decise di rinunciare all'ultimo anno di eleggibilità nel college football e passare tra i professionisti. Complessivamente durante la sua carriera universitaria mise a segno 115 tackle e 16,5 sack.

## Carriera professionistica

### Seattle Seahawks
Green fu scelto nel corso del terzo giro (79º assoluto) del Draft NFL 2018 dai Seattle Seahawks. Debuttò come professionista subentrando nel primo turno contro i Denver Broncos e mettendo a segno un placcaggio. Il primo sack in carriera lo fece registrare nell'11º turno ai danni di Aaron Rodgers dei Green Bay Packers. La sua stagione da rookie si concluse con 9 tackle in 10 presenze, nessuna delle quali come titolare. Nel 2019 Green guidò i Seahawks con 4 sack.

### Houston Texans
Rimasto free agent al termine della stagione 2021, il 2 maggio 2022 si accasò agli Houston Texans, siglando un contratto di una stagione.

### Chicago Bears
Il 6 aprile 2023 Green firmò con i Chicago Bears.